# Ochrobryum microphyllum
Ochrobryum microphyllum là một loài Rêu trong họ Dicranaceae. Loài này được (Besch.) Cardot mô tả khoa học đầu tiên năm 1901.